# Șeica Mică
Șeica Mică is een Roemeense gemeente in het district Sibiu.
Șeica Mică telt 1726 inwoners.